# A Little Too Late
A Little Too Late  este single al interpretei Delta Goodrem. Single-ul a fost lansat în 2005 și a atins poziția cu numărul 13 în Australia, devenind primul single al artistei ce nu intră în top 10 de la „I Don't Care”. Single-ul a fost lansat doar în Australia.

## Lista Melodiilor
CD single - Australia
1. „A Little Too Late”
2. „The Riddle”
3. „If I Forget” (demo mix)
4. „A Little Too Late” (videoclip)

## Clasamente
| Clasament                | Poziția Maximă |
| ------------------------ | -------------- |
| Australian Singles Chart | 13             |